# Singapore Changi Airport
Singapore Changi Airport (IATA: SIN, ICAO: WSSS) (Malajisk: Lapangan Terbang Changi Singapore, simplificeret kinesisk:新加坡樟宜机场; pinyin: Xīnjiāpō Zhāngyí Jīchǎng; Tamil: சிங்கப்பூர் சாங்கி விமானநிலையம) eller blot Changi Lufthavn, er en stor lufthavn i Asien, nærmere i Sydøstasien, og er den største lufthavn i Singapore. Den ligger ved bydelen Changi, som ligger 17,2 kilometer østnordøst for centrum og fylder 13 kvadratkilometer.
Lufthavnen drives af Civil Aviation Authority of Singapore (CAAS) og er base for Singapore Airlines, Singapore Airlines Cargo, SilkAir, Tiger Airways, Jetstar Asia Airways, Valuair og Jett8 Airlines Cargo.
I 2007, håndterede lufthavnen 36.701.556 passagerer hvilket er rekordstort antal. Det var en stigning på 4.8% i forhold til 2006-regnskabet.
- Wikimedia Commons har flere filer relateret til Singapore Changi Airport

| Luftfart | Spire Denne artikel om flyvning er en spire som bør udbygges. Du er velkommen til at hjælpe Wikipedia ved at udvide den. |